# Antonov An-3
El Antonov An-3 (en ruso: Ан-3) es un avión utilitario desarrollado en los años 1980 por el fabricante aeronáutico soviético Antonov. Se trata de una aeronave desarrollada a partir del avión utilitario biplano Antonov An-2, del cual se diferencia principalmente por el cambio en su planta motriz de motor radial a una turbohélice. Realizó su primer vuelo el 13 de mayo de 1980, aunque no sería introducido hasta la década de 1990.

## Especificaciones (An-3T)
Referencia datos: Antonov An-2

### Características generales
- Tripulación: 1 piloto
- Longitud: 14 m (45,9 ft)
- Envergadura: 18,2 m (59,6 ft)
- Altura: 4 m (13,1 ft)
- Superficie alar: 71,5 m² (769,7 ft²)
- Peso cargado: 5800 kg (12 783,2 lb)
- Planta motriz: 1× turbohélice Glushenkov TVD-20-03.
  - Potencia: 1010 kW (1392 HP; 1373 CV)

### Rendimiento
- Velocidad máxima operativa (Vno): 260 km/h (162 MPH; 140 kt)
- Velocidad crucero (Vc): 220 km/h (137 MPH; 119 kt)
- Alcance: 550 km (297 nmi; 342 mi)
- Techo de vuelo: 4400 m (14 436 ft)
- Régimen de ascenso: 5 m/s (984 ft/min)
- Carga alar: 81 kg/m² (16,6 lb/ft²)
- Potencia/peso: 0.174

### Desarrollos relacionados
- Antonov An-2
- Antonov An-4
- Antonov An-6

### Listas relacionadas
- Anexo:Lista de biplanos